# Zweden op de Olympische Winterspelen 2002
Tijdens de Olympische Winterspelen van 2002, die in Salt Lake City (Verenigde Staten) werden gehouden, nam Zweden voor de negentiende keer deel.

## Medailleoverzicht
| Sport       | Olympiër            | Discipline                    | Medaille |
| ----------- | ------------------- | ----------------------------- | -------- |
| Snowboarden | Richard Richardsson | parallelreuzenslalom (m)      | Zilver   |
| Alpineskiën | Anja Pärson         | reuzenslalom (v)              | Zilver   |
| Alpineskiën | Anja Pärson         | slalom (v)                    | Brons    |
| Biatlon     | Magdalena Forsberg  | 7,5 km sprint (v)             | Brons    |
| Biatlon     | Magdalena Forsberg  | 15 km (v)                     | Brons    |
| Langlaufen  | Per Elofsson        | achtervolging 10 km+10 km (m) | Brons    |
| IJshockey   | Olympisch team      | vrouwen                       | Brons    |

## Deelnemers en resultaten
(m) = mannen, (v) = vrouwen 

### Alpineskiën
| Olympiër        | Discipline       | Resultaat | Prestatie                                                   |
| --------------- | ---------------- | --------- | ----------------------------------------------------------- |
| Patrik Järbyn   | afdaling (m)     | 18e       | 1.41,05 (+1,92)                                             |
| Patrik Järbyn   | super g (m)      | 11e       | 1.23,40 (+1,82)                                             |
| Patrik Järbyn   | reuzenslalom (m) | 24e       | 2.27,66 (+4,38) — 1.14,95+1.12,71                           |
| Markus Larsson  | slalom (m)       | 7e        | 1.42,86 (+1,80) — 50,29+52,57                               |
| Fredrik Nyberg  | afdaling (m)     | 7e        | 1.40,30 (+1,17)                                             |
| Fredrik Nyberg  | super g (m)      | dnf       | opgave                                                      |
| Fredrik Nyberg  | reuzenslalom (m) | 13e       | 2.25,29 (+2,01) — 1.13,41+1.11,88                           |
| Susanne Ekman   | slalom (v)       | 22e       | 1.54,32 (+8,22) — 57,10+57,22                               |
| Janette Hargin  | afdaling (v)     | 25e       | 1.42,83 (+3,27)                                             |
| Janette Hargin  | super g (v)      | 27e       | 1.16,75 (+3,16)                                             |
| Janette Hargin  | reuzenslalom (v) | 31e       | 2.38,51 (+8,50) — 1.20,02+1.18,49                           |
| Janette Hargin  | combinatie (v)   | dnf-a     | opgave afdaling slalom: 1.30,32 — 46,14+44,18 afdaling: dnf |
| Ylva Nowén      | reuzenslalom (v) | 7e        | 2.32,78 (+2,77) — 1.17,09+1.15,69                           |
| Ylva Nowén      | slalom (v)       | 4e        | 1.47,18 (+1,08) — 53,08+54,10                               |
| Anna Ottosson   | reuzenslalom (v) | 9e        | 2.32,93 (+2,92) — 1.17,12+1.15,81                           |
| Anna Ottosson   | slalom (v)       | 13e       | 1.51,77 (+5,67) — 55,32+56,45                               |
| Anja Pärson     | reuzenslalom (v) | Zilver    | 2.31,33 (+1,32) — 1.16,87+1.14,46                           |
| Anja Pärson     | slalom (v)       | Brons     | 1.47,09 (+0,99) — 52,57+54,52                               |
| Pernilla Wiberg | afdaling (v)     | 14e       | 1.41,09 (+1,53)                                             |
| Pernilla Wiberg | super g (v)      | 12e       | 1.14,89 (+1,30)                                             |

### Biatlon
| Olympiër                                                         | Discipline                | Resultaat | Prestatie |
| ---------------------------------------------------------------- | ------------------------- | --------- | --- |
| Carl Johan Bergman                                               | 10 km sprint (m)          | 28e       | 26.47,1 (+1.55,8) pen.: 1 (0 + 1) |
| Carl Johan Bergman                                               | 12,5 km achtervolging (m) | 36e       | +3.58,8 pen.: 1 (1 + 0 + 0 + 0) |
| Carl Johan Bergman                                               | 20 km (m)                 | 40e       | 56.24,5 (+5.21,2) pen.: 3 (1 + 1 + 1 + 0) |
| Björn Ferry                                                      | 10 km sprint (m)          | 17e       | 26.30,5 (+1.39,2) pen.: 2 (1 + 1) |
| Björn Ferry                                                      | 12,5 km achtervolging (m) | 24e       | +2.52,9 pen.: 4 (0 + 0 + 3 + 1) |
| Björn Ferry                                                      | 20 km (m)                 | 38e       | 56.20,7 (+5.17,4) pen.: 4 (2 + 1 + 0 + 1) |
| Henrik Forsberg                                                  | 10 km sprint (m)          | 63e       | 28.04,0 (+3.12,7) pen.: 6 (2 + 4) |
| Henrik Forsberg                                                  | 20 km (m)                 | 47e       | 57.22,0 (+6.18,7) pen.: 6 (3 + 0 + 2 + 1) |
| Tord Wiksten                                                     | 10 km sprint (m)          | 78e       | 29.39,5 (+4.48,2) pen.: 4 (2 + 2) |
| Tord Wiksten                                                     | 20 km (m)                 | 55e       | 58.02,3 (+6.59,0) pen.: 2 (0 + 1 + 0 + 1) |
| Team Carl Johan Bergman Henrik Forsberg Tord Wiksten Björn Ferry | 4x7,5 km estafette (m)    | 14e       | 1:29.52,8 (+6.10,5) pen.: 1-10 22.58,4 pen.: 0-1 (0-1 + 0-0) 21.03,8 pen.: 0-2 (0-1 + 0-1) 22.46,9 pen.: 0-3 (0-1 + 0-2) 23.03,7 pen.: 1-4 (0-1 + 1-3) |
| Magdalena Forsberg                                               | 7,5 km sprint (v)         | Brons     | 21.20,4 (+39,0) pen.: 1 (1 + 0) |
| Magdalena Forsberg                                               | 10 km achtervolging (v)   | 6e        | +26,3 pen.: 3 (0 + 1 + 0 + 2) |
| Magdalena Forsberg                                               | 15 km (v)                 | Brons     | 48.08,3 (+39,2) pen.: 2 (0 + 0 + 0 + 2) |

### Bobsleeën
| Olympiër                 | Discipline             | Resultaat | Prestatie                       |
| ------------------------ | ---------------------- | --------- | ------------------------------- |
| Karin Olsson Lina Engren | 2-mansbob (v) Zweden I | 14e       | 1.40,30 (+2,54) (50,37 / 49,93) |

### Curling
| Olympiër                                                                              | Discipline | Resultaat | Prestatie |
| ------------------------------------------------------------------------------------- | ---------- | --------- | --- |
| Peja Lindholm Tomas Nordin Magnus Swartling Peter Narup Anders Kraupp                 | mannen     | 4e        | Groepsfase: 5-10 Zweden - Verenigde Staten 7- 2 Zweden - Groot-Brittannië 9- 5 Zweden - Denemarken 7- 8 Zweden - Zwitserland 6- 5 Zweden - Canada 9- 6 Zweden - Frankrijk 11- 4 Zweden - Finland 5- 4 Zweden - Duitsland 8- 9 Zweden - Noorwegen Halve finale: 4- 6 Zweden - Canada Bronzen finale: 3- 7 Zweden - Zwitserland |
| Elisabet Gustafson Katarina Nyberg Louise Marmont Elisabeth Persson Christina Bertrup | vrouwen    | 6e        | Groepsfase: 4- 5 Zweden - Canada 7- 4 Zweden - Groot-Brittannië 5- 6 Zweden - Verenigde Staten 9-11 Zweden - Denemarken 10- 3 Zweden - Noorwegen 8- 7 Zweden - Japan 5- 7 Zweden - Duitsland 8- 7 Zweden - Zwitserland 9- 6 Zweden - Rusland Tie-Break: 4- 6 Zweden - Groot-Brittannië                                        |

### Freestyleskiën
| Olympiër            | Discipline  | Resultaat | Prestatie                         |
| ------------------- | ----------- | --------- | --------------------------------- |
| Fredrik Fortkord    | moguls (m)  | 13e       | 24,89 p. (kwalificatie: 24,81 p.) |
| Patrik Sundberg     | moguls (m)  | 22e       | dnq (kwalificatie: 23,16 p.)      |
| Sara Kjellin        | moguls (v)  | 15e       | opgave (kwalificatie: 22,44 p.)   |
| Liselotte Johansson | aerials (v) | 21e       | dnq (kwalificatie: 125,20 p.)     |

### Langlaufen
| Olympiër                                                                | Discipline                       | Resultaat | Prestatie                                                                   |
| ----------------------------------------------------------------------- | -------------------------------- | --------- | --------------------------------------------------------------------------- |
| Jörgen Brink                                                            | sprint (m)                       | 24e       | dnq, kwal.:2.56,84 (+6,77)                                                  |
| Per Elofsson                                                            | 15 km klassiek (m)               | 5e        | 38.10,8 (+1.03,4)                                                           |
| Per Elofsson                                                            | 30 km vrije stijl massastart (m) | dnf       | opgave                                                                      |
| Per Elofsson                                                            | 50 km klassiek (m)               | 17e       | 2:14.50,6 (+8.29,8)                                                         |
| Per Elofsson                                                            | achtervolging 10 km+10 km (m)    | Brons     | +4,0 (klassiek:26.39,3 + vrije stijl:23.13,9)                               |
| Mathias Fredriksson                                                     | 50 km klassiek (m)               | 29e       | 2:18.42,1 (+12.21,3)                                                        |
| Mathias Fredriksson                                                     | achtervolging 10 km+10 km (m)    | 27e       | +1.31,0 (klassiek:27.02,9 + vrije stijl:24.17,9)                            |
| Thobias Fredriksson                                                     | sprint (m)                       | 17e       | dnq, kwal.:2.54,45 (+4,38)                                                  |
| Morgan Göransson                                                        | 15 km klassiek (m)               | 27e       | 39.45,7 (+2.38,3)                                                           |
| Morgan Göransson                                                        | 30 km vrije stijl massastart (m) | dnf       | opgave                                                                      |
| Magnus Ingesson                                                         | 15 km klassiek (m)               | 8e        | 38.38,5 (+1.31,1)                                                           |
| Magnus Ingesson                                                         | 50 km klassiek (m)               | 16e       | 2:14.48,6 (+8.27,8)                                                         |
| Niklas Jonsson                                                          | 30 km vrije stijl massastart (m) | 36e       | 1:16.25,2 (+4.54,2)                                                         |
| Niklas Jonsson                                                          | achtervolging 10 km+10 km (m)    | 28e       | +1.36,2 (klassiek:27.32,0 + vrije stijl:23.53,1)                            |
| Peter Larsson                                                           | sprint (m)                       | dq-qf     | dnq, kf 4: dq, kwal.:2.53,55 (+3,48)                                        |
| Björn Lind                                                              | sprint (m)                       | 4e        | Finale: 2.58,1, hf 1 (2e): 3.10,4, kf 1 (1e): 3.02,2, kwal.:2.52,17 (+2,10) |
| Urban Lindgren                                                          | 15 km klassiek (m)               | 17e       | 39.24,8 (+2.17,4)                                                           |
| Team Urban Lindgren Mathias Fredriksson Niklas Jonsson Morgan Göransson | 4x10 km estafette (m)            | 13e       | 1:37.59,5 (+5.14,0) 25.56,4 25.35,3 22.38,4 23.49,4                         |
| Lina Andersson                                                          | sprint (v)                       | 28e       | dnq, kwal.:3.22,65 (+9,89)                                                  |
| Lina Andersson                                                          | 10 km klassiek (v)               | 16e       | 30.00,1 (+1.54,5)                                                           |
| Lina Andersson                                                          | achtervolging 5 km+5 km (v)      | 39e       | +1.25,8 (klassiek:13.50,6 + vrije stijl:12.45,7)                            |
| Anna Dahlberg                                                           | sprint (v)                       | 33e       | dnq, kwal.:3.25,32 (+12,56)                                                 |
| Anna Dahlberg                                                           | 10 km klassiek (v)               | 40e       | 31.01,7 (+2.56,1)                                                           |
| Anna Dahlberg                                                           | 15 km vrije stijl massastart (v) | 36e       | 43.53,7 (+3.59,3)                                                           |
| Anna Dahlberg                                                           | 30 km klassiek (v)               | 39e       | 1:46.51,3 (+15.54,2)                                                        |
| Elin Ek                                                                 | sprint (v)                       | 35e       | dnq, kwal.:3.25,93 (+13,17)                                                 |
| Elin Ek                                                                 | 10 km klassiek (v)               | 19e       | 30.02,3 (+1.56,7)                                                           |
| Elin Ek                                                                 | 15 km vrije stijl massastart (v) | 38e       | 43.55,3 (+4.00,9)                                                           |
| Elin Ek                                                                 | 30 km klassiek (v)               | 25e       | 1:40.48,2 (+9.51,1)                                                         |
| Elin Ek                                                                 | achtervolging 5 km+5 km (v)      | 25e       | +1.08,4 (klassiek:14.01,6 + vrije stijl:12.17,3)                            |
| Anna-Carin Olofsson                                                     | sprint (v)                       | 37e       | dnq, kwal.:3.28,07 (+15,31)                                                 |
| Anna-Carin Olofsson                                                     | 15 km vrije stijl massastart (v) | 30e       | 42.53,8 (+2.59,4)                                                           |
| Anna-Carin Olofsson                                                     | 30 km klassiek (v)               | dnf       | opgave                                                                      |
| Anna-Carin Olofsson                                                     | achtervolging 5 km+5 km (v)      | 46e       | +2.10,8 (klassiek:14.28,3 + vrije stijl:12.52,7)                            |
| Jenny Olsson                                                            | 10 km klassiek (v)               | 22e       | 30.09,5 (+2.03,9)                                                           |
| Jenny Olsson                                                            | 15 km vrije stijl massastart (v) | 39e       | 43.57,7 (+4.03,3)                                                           |
| Jenny Olsson                                                            | achtervolging 5 km+5 km (v)      | 35e       | +1.19,9 (klassiek:14.00,7 + vrije stijl:12.29,8)                            |
| Ulrika Persson                                                          | 30 km klassiek (v)               | dnf       | opgave                                                                      |
| Team Lina Andersson Elin Ek Jenny Olsson Anna Dahlberg                  | 4x5 km estafette (v)             | 12e       | 52.40,4 (+3.09,8) 14.09,6 13.37,0 12.11,5 12.42,3                           |

### Rodelen
| Olympiër                      | Discipline | Resultaat | Prestatie                                             |
| ----------------------------- | ---------- | --------- | ----------------------------------------------------- |
| Bengt Walden                  | mannen     | 23e       | 3.01,286 (+3,345) (45,455 / 45,189 / 45,081 / 45,561) |
| Anders Söderberg              | mannen     | 28e       | 3.02,214 (+4,273) (46,624 / 45,228 / 45,064 / 45,298) |
| Anders Söderberg Bengt Walden | dubbel     | dnf-2     | opgave run 2 (45,589 / dnf)                           |

### Schaatsen
| Olympiër     | Discipline | Resultaat | Prestatie        |
| ------------ | ---------- | --------- | ---------------- |
| Johan Röjler | 1500 m (m) | 38e       | 1.49,50 (+5,55)  |
| Johan Röjler | 5000 m (m) | 22e       | 6.33,18 (+18,52) |

### Shorttrack
| Olympiër         | Discipline | Resultaat | Prestatie                                                    |
| ---------------- | ---------- | --------- | ------------------------------------------------------------ |
| Martin Johansson | 500 m (m)  | 21e       | dnq, vr 6 (3e): 43,435                                       |
| Martin Johansson | 1000 m (m) | dq        | dnq, vr 4: diskwalificatie                                   |
| Martin Johansson | 1500 m (m) | 9e        | B-finale: 2.28,559, hf 3 (4e): 2.24,032, vr 3 (3e): 2.25,824 |

### Snowboarden
| Olympiër            | Discipline                   | Resultaat | Prestatie |
| ------------------- | ---------------------------- | --------- | --- |
| Magnus Sterner      | halfpipe (m)                 | 11e       | 36,6 p. kwal. 1: 32,0 kwal. 2:39,1 q |
| Stefan Karlsson     | halfpipe (m)                 | 24e       | dnq kwal. 1: 29,8 kwal. 2:30,4 |
| Tomas Johansson     | halfpipe (m)                 | 25e       | dnq kwal. 1: 32,1 kwal. 2:30,1 |
| Richard Richardsson | parallel- reuzen- slalom (m) | Zilver    | kwalificatie: 36,58 (4e) ronde 1: wint van Mathias Behounek, GER (-1.78)(+0.54) -1.24 kwartfinale: wint van Dejan Košir, SLO (-0.72)(-1.73) -2.45 halve finale: wint van Nicolas Huet, FRA (-1.78)(-dq) finale: verliest van Philipp Schoch, SUI (+0.24)(dq) |
| Daniel Biveson      | parallel- reuzen- slalom (m) | 11e       | kwalificatie: 36,42 (3e) ronde 1: verliest van Walter Feichter, ITA (-1.78)(+1.78) 0.00 |
| Stephen Copp        | parallel- reuzen- slalom (m) | 15e       | kwalificatie: 37,22 (12e) ronde 1: verliest van Dejan Košir, SLO (+1.78)(+0.34) +2.12 |
| Jonas Aspman        | parallel- reuzen- slalom (m) | 28e       | dnq kwalificatie: 38,88 |
| Janet Jonsson       | halfpipe (v)                 | 21e       | dnq kwal. 1: 13,0 kwal. 2:16,1 |
| Anna Hellman        | halfpipe (v)                 | 23e       | dnq kwal. 1: 19,6 kwal. 2:dnf |
| Åsa Windahl         | parallel- reuzen- slalom (v) | 10e       | kwalificatie: 42,41 (10e) ronde 1: verliest van Lisa Kosglow, USA (+2.07)(-0.75) +1.32 |
| Sara Fischer        | parallel- reuzen- slalom (v) | 18e       | dnq kwalificatie: 43,21 |

### IJshockey
| Olympiër | Discipline | Resultaat | Prestatie |
| --- | ---------- | --------- | --- |
| Daniel Alfredsson Magnus Arvedson Per-Johan Axelsson Ulf Dahlén Johan Hedberg Tomas Holmström Mathias Johansson Kim Johnsson Kenny Jönsson Jörgen Jönsson Nicklas Lidström Markus Näslund Mattias Norström Michael Nylander Mattias Öhlund Fredrik Olausson Marcus Ragnarsson Mikael Renberg Tommy Salo Mats Sundin Niklas Sundström Henrik Zetterberg | mannen     | 5e        | Hoofdronde groep C: 5- 2 Zweden - Canada 2- 1 Zweden - Tsjechië 7- 1 Zweden - Duitsland Kwartfinale: 3- 4 Zweden - Wit-Rusland                                            |
| Emelie Berggren Anna Andersson Maria Rooth Erika Holst Anna Vikman Evelina Samuelsson Maria Larsson Kristina Bergstrand Ann-Louise Edstrand Josefin Pettersson Lotta Almblad Joa Elfsberg Gunilla Andersson Nanna Jansson Therese Sjölander Ylva Lindberg Danijela Rundqvist Ulrica Lindström Kim Martin Annica Åhlén                                  | vrouwen    | Brons     | Voorronde groep A: 3- 2 Zweden - Rusland 7- 0 Zweden - Kazachstan 0-11 Zweden - Canada Halve finale: 0- 4 Zweden - Verenigde Staten Bronzen finale: 2- 1 Zweden - Finland |

Amerikaanse Maagdeneilanden · Andorra · Argentinië · Armenië · Australië · Azerbeidzjan · België · Bermuda · Bosnië en Herzegovina · Brazilië · Bulgarije · Canada · Chili · China · Chinees Taipei · Costa Rica · Cyprus · Denemarken · Duitsland · Estland · Fiji · Finland · Frankrijk · Georgië · Griekenland · Groot-Brittannië · Hongarije · Hongkong · Ierland · IJsland · India · Iran · Israël · Italië · Jamaica · Japan · Joegoslavië · Kameroen · Kazachstan · Kenia · Kirgizië · Kroatië · Letland · Libanon · Liechtenstein · Litouwen · Macedonië · Mexico · Moldavië · Monaco · Mongolië · Nederland · Nepal · Nieuw-Zeeland · Noorwegen · Oekraïne · Oezbekistan · Oostenrijk · Polen · Roemenië · Rusland · San Marino · Slovenië · Slowakije · Spanje · Tadzjikistan · Thailand · Trinidad en Tobago · Tsjechië · Turkije · Venezuela · Verenigde Staten · Wit-Rusland · Zuid-Afrika · Zuid-Korea · Zweden · Zwitserland

Uitgesloten van deelname: Puerto Rico